# Бен-Азиза, Абдеррауф
Абдерра́уф Бен-Азиза (араб. عَبْد الرَّؤُوف بْن عَزِيزَة‎; род. 23 сентября 1953, Громбалия, Набуль) — тунисский футболист, играл на позиции нападающего. Участник чемпионата мира 1978 года.

## Биография

### Клубная карьера
Бен-Азиза в течение семи сезонов играл за «Этуаль дю Сахель», в составе которого выиграл два подряд Кубка Туниса в 1974 и 1975 годах. Бен-Азиза в 1976 и 1978 годах становился лучшим бомбардиром чемпионата Туниса, забивая в каждом из этих сезонов по 20 голов. 
В 1979 году уехал в Саудовскую Аравию и присоединился к клубу «Ан-Наср» и выиграл с этой командой два чемпионских титула в 1980 и 1981 годах. В 1982 году вернулся в Тунис и в течение одного сезона играл за «Хаммам-Лиф», в котором завершил игровую карьеру.

### Карьера в сборной
В составе сборной Туниса принимал участие на чемпионате мира 1978 года, где сыграл в двух матчах на групповом этапе со сборными Мексики (3:1) и ФРГ (0:0). Сборная Туниса заняла в группе 3-е место с 3 очками и не прошла в следующий раунд. 
Всего за сборную Туниса сыграл 43 матча и забил 7 голов.

## Достижения

### Командные
«Этуаль дю Сахель»
- Обладатель Кубка Туниса (2): 1973/74, 1974/75

  «Ан-Наср»
- Чемпион Саудовской Аравии (2): 1979/80, 1980/81

### Личные
- Лучший бомбардир чемпионата Туниса  (2): 1975/76 (20 голов),  1977/78 (20 голов)